# Homîne, Nijîn
Homîne (în ucraineană Хомине) este un sat în comuna Vertiivka din raionul Nijîn, regiunea Cernihiv, Ucraina.

## Demografie
Componența lingvistică a localității Homîne
     Ucraineană (100%)
Conform recensământului din 2001, toată populația localității Homîne era vorbitoare de ucraineană (100%).